# Woodlark
Woodlark è un'isola di coralli di Papua Nuova Guinea, situata nella provincia di Baia Milne.

## Geografia e conservazione

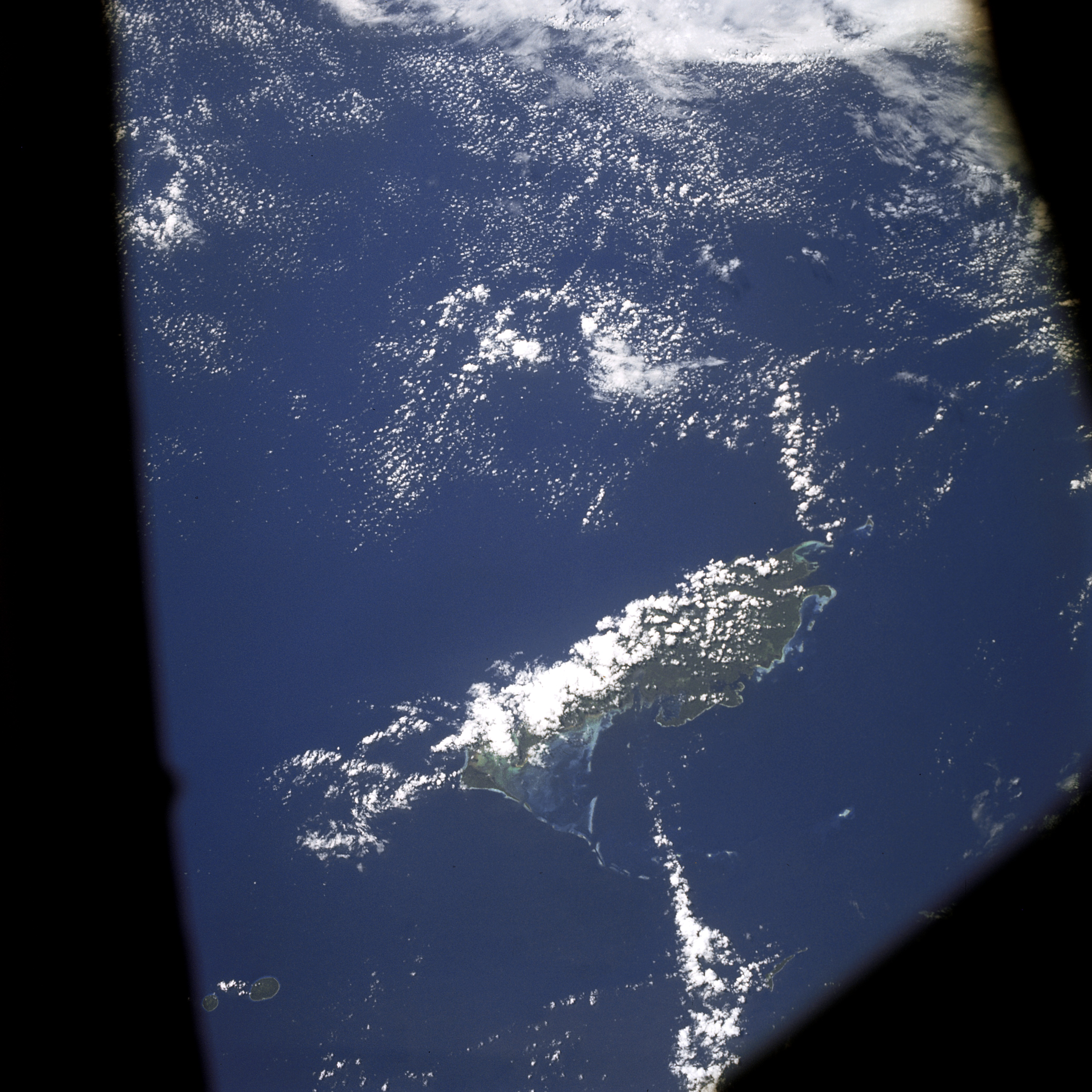
L'isola vista dall'Apollo 7 durante una delle sue rivoluzioni attorno alla Terra, il 21 ottobre 1968, all'altezza di 140 miglia nautiche

È chiamata Woodlark Island, Woodlark o Woodlarks in inglese, e Muyua dagli indigeni; il nome "Woodlark" (termine inglese per indicare la tottavilla) viene da una nave australiana così chiamata che vi attraccò nel 1836.
Ha un'estensione di poco più di 700 km².
La geologia dell'isola è abbastanza complessa: oltre a un nucleo centrale di antica origine vulcanica e a un'importante fascia calcarea di origine corallina, ci sono anche importanti porzioni di origine intrusiva e sendimentaria.
I principali centri abitati sono Kolumadau e i due porti di Guasopa e Suloga. Complessivamente, gli abitanti ammontano a poco più di 3000.
Fa parte di un più grande gruppo di "Isole Woodlark", che comprende anche Madau and Nusam ad ovest, Nubara ad est e le Isole Marshall Bennett a sudovest.
Nell'isola si trovano oro, argento e zinco. Al 2009, non era ancora stata effettuata un'ispezione completa sulle forme di vita abitanti sull'isola. Fra le specie endemiche si annovera il cusco di Woodlark.

## Storia
Cinque sacerdoti cattolici e due fratelli furono inviati sull'isola dal Pontificio istituto missioni estere nel 1852; uno dei sacerdoti, Giovanni Mazzucconi, poi beatificato, venne ucciso tre anni dopo da un indigeno che era ostile ai missionari e alla loro religione.
L'isola ospitò miniere d'oro dal 1934 al 1938, attività che cessarono con lo scoppio della seconda guerra mondiale. Il 30 giugno 1943 le forze Alleate, nel corso dell'Operazione Chronicle, sbarcarono a Woodlark e Kiriwina; una base aerea (l'attuale aeroporto di Guasopa) venne costruita nei mesi seguenti nella baia di Guasopa dai Seabees.
Nel 2007, un piano della società malese Vitroplant di sfruttare il 70% di Woodlark per la produzione di olio di palma fu bloccato dopo l'opposizione degli abitanti dell'isola; il progetto era considerato una minaccia per gli organismi endemici dell'isola.